# Fabio Montecchi
Fabio Montecchi es un ingeniero italiano de Fórmula 1. Actualmente es el ingeniero jefe de proyectos de la Scuderia Ferrari.

## Carrera
Después de estudiar ingeniería mecánica en la Universidad de Módena y Reggio Emilia, Montecchi comenzó su carrera en el deporte del motor como ingeniero de simulación en la oficina de diseño de Ferrari. En 2007 pasó a liderar el departamento de simulación y ganó dos títulos de constructores y uno de pilotos con el equipo italiano. Progresó hasta convertirse en jefe de diseño adjunto junto con Simone Resta, siendo responsable del Ferrari F14 T. De 2015 a 2018 fue el jefe adjunto de diseño y fue corresponsable de los monoplazas que regularmente competían por victorias y podios en carreras. En 2019, Montecchi se convirtió en director de proyectos de vehículos antes de ser ascendido a ingeniero jefe de proyectos en 2021.